# Petras Vaitiekūnas
Petras Vaitiekūnas (né le 26 mars 1953 à Liudvinavas, Lituanie), est un diplomate et homme politique lituanien.
Petras Vaitiekūnas était un des signataires de la Déclaration d'Indépendance de la Lituanie en 1990 et un membre du Conseil suprême lituanien de 1990 à 1992. Il servit en tant qu'ambassadeur en Lettonie de 1999 et 2004 ainsi qu'en Biélorussie de 2005 à 2006.
Il fut ministre des Affaires étrangères de Lituanie entre le 12 juillet 2006 et le 9 décembre 2008.